# Langelot fait le malin
Langelot fait le malin est le dix-neuvième roman de la série Langelot, écrite par le Lieutenant X (pseudonyme de Vladimir Volkoff). Il a été publié en 1972.

## Principaux personnages
- Langelot : orphelin, agent du Service National d'Information Fonctionnelle, blond, 1,68 m, mince, « traits menus mais durs ».
- Capitaine Montferrand : chef de la section « Protection » du SNIF.
- Daniel Sluni.
- Léonidas Léonidopoulos (restaurateur) et ses nièces Aglaé (amoureuse de Langelot), Thalie et Euphrosyne.
- M. Werner, M. Piccolinetti, M. Bonenfant, Mme Skarford, Mme Elephantopoulos : touristes.
- Mme Austin, M. Austin et leur enfant sourd-muet : touristes.
- Colonel Klixiadès et Homère Pesmatzoglos : militaires grecs.

## Résumé
Daniel Sluni est un petit voyou qui a été contacté par un dénommé Lourcine pour faire un « travail louche ». Craignant d'être pris dans le cercle vicieux de la délinquance, Sluni alerte la gendarmerie, qui fait appel au Service National d'Information Fonctionnelle (SNIF).
Le capitaine Montferrand lance l'opération « Incartade » : Langelot va prendre la place de Sluni, et effectuer le travail attendu, tandis que Sluni sera assigné à résidence dans une propriété du SNIF. 
Transformé en Sluni, Langelot reçoit l'ordre de convoyer des documents (en l'occurrence les plans de l'Hôtel des Invalides) en Grèce. Ses frais d'avion et de résidence en Grèce sont payés par une mystérieuse entité nommée « Ange » ; Langelot reçoit le nom de code « 008-MED ».
Arrivé en Grèce, il est pris en charge par trois jeunes femmes sympathiques, prénommées Thalie, Aglaé et Euphrosyne, qui ont les particularités d'être jumelles, en l'occurrence triplées, et de porter les prénoms des trois Grâces de l'Antiquité. Le voici conduit à la résidence de luxe Hôtel Paradisos, où séjournent déjà plusieurs touristes fortunés.
Langelot (alias Daniel Sluni) attend donc d'être contacté, ce qui arrive le surlendemain de son arrivée : c'est l'allemand Werner, homme brutal et antipathique, qui lui explique être son chef de l'organisation Ange. Langelot lui remet les plans convoyés depuis Paris. Puis Langelot est contacté par l'américain Bonenfant, qui lui propose d'être agent double à son service, moyennant importante rétribution. Puis Langelot subit un chantage pernicieux de la part de Mme Elephantopoulos. Langelot découvre que ce n'est pas cette femme qui imposait le chantage, mais l'italien Piccolinetti, imitant la voix de la dame.
De surprise en surprise, Langelot se demande « qui n'est pas espion » dans cette résidence de luxe.
Le véritable Daniel Sluni s'évade de la résidence du SNIF. Il se fait tuer.
Un commando attaque l'île et maîtrise violemment ses occupants. Langelot est fait prisonnier et menacé de mort, il est emmené dans une piscine où il est attaché et manque d'être noyé. Il est sauvé de justesse par Aglaé et s'échappe. Averti par Langelot, le SNIF organise, avec l'armée grecque, une contre-attaque : l'île est reprise, les prisonniers sont libérés. Aidé de parachutistes, Langelot neutralise l'équipe de malfaiteurs (laquelle travaillait pour le SPHINX) et en arrête le chef. Les trois jeunes femmes sont libérées.

## Éditions
- 1972 - Hachette, Bibliothèque verte (français, version originale), illustrations de Maurice Paulin.

## Autour du roman
- La Dictature des colonels, alors au pouvoir en Grèce lors de la publication du roman, est totalement passée sous silence. On peut remarquer d'ailleurs que c'est un colonel grec (donc un militaire grec) qui délivre les trois jeunes filles prisonnières, et non pas la police grecque.
- Il est fait mention, à la fin du chapitre 15, du portrait du roi ornant le bureau du colonel Klixiadès : le roman ayant paru en 1972, et Constantin II de Grèce ayant cessé d'être roi à compter du 1er juin 1973, il n'y a pas d'anachronisme.
- C'est la première fois que Langelot saute en parachute. Il sautera de nouveau en parachute dans Langelot et le commando perdu (1985).